# El Sueño de Morfeo (musikalbum)
El Sueño de Morfeo är det självbetitlade debutalbumet av den spanska musikgruppen El Sueño de Morfeo. Det gavs ut den 3 mars 2005 och innehåller 13 låtar.

## Låtlista
| Nr  | Titel               | Längd |
| --- | ------------------- | ----- |
| 1.  | Somos Aire          | 3:39  |
| 2.  | Ojos de Cielo       | 4:15  |
| 3.  | Okupa de Tu Corazon | 3:43  |
| 4.  | Rendida a Tus Pies  | 3:05  |
| 5.  | Hoy Me Ire          | 3:16  |
| 6.  | Esta Soy Yo         | 4:19  |
| 7.  | Nunca Volvera       | 3:14  |
| 8.  | Cosas Que Diran     | 3:31  |
| 9.  | Puede               | 3:14  |
| 10. | A Paso de Tortuga   | 4:01  |
| 11. | Amor de Sal         | 2:51  |
| 12. | Sonrisa Especial    | 3:35  |
| 13. | Tomate la Vida      | 3:58  |

## Listplaceringar
| Lista   | Topplacering |
| ------- | ------------ |
| Spanien | 4            |